# Adolf Müllner
Adolf Müllner est un poète prussien, né à Langendorf, près de Weissenfels, le 18 octobre 1774, et mort le 11 juin 1829. 

## Biographie
Il est neveu du poète Burger. Il montre de bonne heure du goût pour la poésie et les mathématiques, fait ses études de droit, obtient le diplôme de docteur et exerce la profession d’avocat à Weissenfels. 
Il publie un roman anonyme, L’Inceste (Greitz, 1799, 2 vol.), et un ouvrage de jurisprudence, intitulé Soixante réflexions de Modestinus sur le projet d’une nouvelle organisation judiciaire, pour la Saxe électorale (Greitz, 1804), lorsqu’il compose pour le théâtre de Weissenfels des comédies imitées pour la plupart du français, puis des drames. Mullner contribue à la réforme du théâtre parmi ses compatriotes en alliant le goût français à l’originalité allemande ; mais on lui a reproché de manquer souvent de chaleur et de sensibilité. 
Nous citerons, parmi ses comédies : Le Chat angora ; Le Retour de Surinam ; La Dangereuse épreuve ; Les Confidents, comédie qui obtint à Vienne un grand succès ; Les Grands enfants ; Le Coup de foudre ; L'Onclerie ou La Comédie française, pièce imitée d’Une heure de mariage, Comédie en un acte mêlée de chants, de Charles-Guillaume Étienne/Nicolas Dalayrac. Parmi ses drames, également en vers, nous mentionnerons : Le Vingt-neuf février (1812) ; Le Forfait, en cinq actes (1816), son chef d’œuvre, pièce qui renferme de grandes beautés et qui a été traduite en français par de Saint-Aulaire (Paris, 1823) ; Le Roi Yngurd (1817) ; L'Albanaise (1820). 
À partir de ce moment, Mullner rédige la partie littéraire de la « Feuille du matin pour les classes éduquées » (journal appelé en allemand Morgenblatt für gebildete Stände (de)). Puis il fonde la Feuille de minuit (1825), dans laquelle il attaque vivement quiconque lui faisait obstacle sur le chemin de la renommée. Toutefois ses critiques, lorsqu’elles n’étaient pas dictées par le ressentiment, annonçaient beaucoup d’érudition et une rare sagacité. Mullner a publié : Œuvres mêlées (Stuttgart, 1824-1826) ; Œuvres dramatiques (Brunswick, 1828, 7 vol.) ; Mes agneaux et leurs pasteurs (1829), contre ses éditeurs ; Nouvelles (Leipzig, 1829).